# The Ones You Love
The Ones You Love is een nummer van de Britse zanger Rick Astley uit 1993. Het is de tweede en laatste single van zijn vijfde studioalbum Body & Soul.
"The Ones You Love" is een ballad met gospelinvloeden. Het thema van het nummer is armoede, en de boodschap van het nummer is om je ogen daar niet voor te sluiten. Astley zingt dat namelijk mensen die in armoede leven, net zo goed jouw dierbaren kunnen zijn. De plaat werd in een aantal landen ene kleine hit, en bereikte bijvoorbeeld de 48e positie in het Verenigd Koninkrijk. In Nederland bereikte het nummer de 12e positie in de Tipparade. Hiermee was het voor het laatst dat Astley in een Nederlandse hitlijst stond.